# Lathyarcha cinctipes
Espèce
Synonymes
- Badumna cinctipes Simon, 1906

Lathyarcha cinctipes est une espèce d'araignées aranéomorphes de la famille des Desidae.

## Distribution
Cette espèce est endémique du Victoria en Australie.

## Description
Les femelles mesurent de 4 à 5 mm.

## Publication originale
- Simon, 1906 : Étude sur les araignées de la section des cribellates. Annales de la Société entomologique de Belgique, vol. 50, p. 284-308 (texte intégral).